# 이기빈 (조선)
이기빈(李箕賓, 1563년 ~ 1625년)은 조선 중기의 무관이다. 효령대군의 6대손으로 호는 송사, 자는 응설(應說)이다.

## 생애
이기빈은 1563년 통훈대부 행수안군수 이로(李櫓)의 아들로 태어났다. 1583년 무과에 급제하여 1592년 이천부사, 1593년 진주목사, 1599년 강계부사, 1600년 평안도병사, 1604년 공조참판, 1607년 삼도수군통제사 겸 경상도수사 등을 역임했다.
1609년 제주목사(濟州牧使)를 지내면서 왜적을 잡았다고 장계를 올려 상전을 받았으나, 이들이 왜적이 아니라 표류하던 명(明)의 남경(南京)과 안남(安南, 오늘날 베트남 북부)의 상인이라는 탄핵을 받아 북청으로 귀양하였다. 《조선왕조실록》 《인조실록》은 유구국(琉球國)의 왕자가 이기빈과 제주판관 문희현(文希賢)에 의해 죽임을 당한 것이라고 서술하고 있다. 1619년 다시 평안도순변사를 제수받고, 1624년 함경북도절도사를 지내다 1625년 사망했다.